# Liste des chapitres de Beastars
Cette page recense la liste des chapitres du manga Beastars.

## Liste des arcs[1]
- « Club de théâtre » (「演劇部」, « Engeki-bu »?) (volumes 1-2/chapitres 1-17/épisodes 1-5)
- « Festival de la Météorite » (「隕石祭」, « Inseki-sai »?) (volumes 3-6/chapitres 18-49/épisodes 6-12)
- « Affaire de prédation » (「食殺事件」, « Shokusatsu jiken »?) (volumes 7-11/chapitres 50-99/épisodes 13-24)
- « Relations inter-espèces » (「種間関係」, « Shunkan kankei »?) (volumes 12-14/chapitres 100-123/épisodes 25-36)
- « Vengeance de l'échec amoureux » (「愛の失敗作の復讐」, « Ai no shippai-saku no fukushū »?) (volumes 15-22/chapitres 124-196/épisodes 37-48)

## Liste des volumes

### Volumes 1 à 10
| no | Japonais         | Japonais          | Français         | Français          |
| no | Date de sortie   | ISBN              | Date de sortie   | ISBN              |
| --- | ---------------- | ----------------- | ---------------- | ----------------- |
| 1 | 6 janvier 2017   | 978-4-253-22754-4 | 24 janvier 2019  | 979-10-327-0379-3 |
| Personnage sur la couverture : LegoshiListe des chapitres : début de l'arc « Club de théâtre » (「演劇部」, « Engeki-bu »). (volumes 1-2/chapitres 1-17/épisodes 1-5). - Chapitre 1 - Présentation au clair de lune (満月なのでご紹介します, Mangetsu na no de goshōkai shimasu) - Chapitre 2 - À rebrousse-poil (少年たちの逆撫で, Shōnen-tachi no sakanade) - Chapitre 3 - Danger dans le brouillard (霧の中の警鐘, Kiri no naka no keishō) - Chapitre 4 - Sale temps pour un lapin (ウサギ史上でもかなり悪い日, Usagi-shijō de mo kanari warui hi) - Chapitre 5 - On est comme ça (ねぇ僕らだよ, Nē boku-ra da yo) - Chapitre 6 - Le roi des animaux (ケモノたちの一等星, Kemono-tachi no ichitō-sei) - Chapitre 7 - Chasse interdite (禁猟区レベル100, Kinryō-ku reberu hyaku) |                  |                   |                  |                   |
| Au sein de l'institut Cherryton, l'harmonie semble régner entre herbivores et carnivores. Il est interdit de consommer de la viande et les dortoirs sont séparés par régimes alimentaires. Tout parait aller pour le mieux… Mais à la suite du meurtre du l'alpaga Tem, membre du club de théâtre, les méfiances naturelles commencent à ressurgir. |                  |                   |                  |                   |
| 2 | 7 avril 2017     | 978-4-253-22755-1 | 24 janvier 2019  | 979-10-327-0378-6 |
| Personnage sur la couverture : LouisListe des chapitres : - Chapitre 8 - Le soupir de la marraine (ゴッドマザーのため息, Goddomazā no tameiki) - Chapitre 9 - Le vent se lève (là où on ne s'y attendait pas) (風立ちぬ（ただし見えない所で）, Kaze tachinu (Tadashi mienai tokoro de)) - Chapitre 10 - Conversation en coulisses (プライバシ一は舞台裏に, Puraibashi ichi wa butaiura ni) - Chapitre 11 - Du verre dans les gencives (歯茎にガラス, Haguki ni garasu) - Chapitre 12 - Un tyran éblouissant (まぶしき独裁, Mabushiki dokusai) - Chapitre 13 - Le yin et le yang (陰と陽、シマシマ, In to yō, shimashima) - Chapitre 14 - L'odeur du Graal (聖杯の匂い, Seihai no nioi) - Chapitre 15 - La tiédeur d'une preuve (仲間の証、温かく, Nakama no akashi, atatakaku) - Chapitre 16 - Une douloureuse rétribution (君を焦がす制歳, Kimi wo kogasu seisai) |                  |                   |                  |                   |
| Louis, le cerf dirigeant le club de théâtre de Cherryton, a décidé qu'il ne laisserait pas le meurtre de Tem empêcher la représentation annuelle d'Adler. C'est pourquoi Legoshi, le loup chargé de l'éclairage, se retrouve chargé de faire le guet lors d'une répétition nocturne. Mais ce dernier fait bientôt une rencontre imprévue… |                  |                   |                  |                   |
| 3 | 8 mai 2017       | 978-4-253-22756-8 | 7 mars 2019      | 979-10-327-0397-7 |
| Personnage sur la couverture : HaruListe des chapitres : début de l'arc « festival de la Météorite » (「隕石祭」, « Inseki-sai »). (volumes 3-6/chapitres 18-49/épisodes 6-12) - Chapitre 17 - Refus de hurler avec les loups (遠吠えのイヤイヤ症候群, Tōboe no iya-iya shōkōgun) - Chapitre 18 - Les bêtes fêtent leurs morts en été (獣の盆、彼らが夏, Kemono no bon, kare-ra ga natsu) - Chapitre 19 - Un nom pour un grognement (ガウガウ君の名は, Gau-gau kimi no na wa) - Chapitre 20 - Le client d'à côté (隣のクライアント, Tonari no kuraianto) - Chapitre 21 - Des nouvelles du monde (外界との共鳴, Daitai to no kyōmei) - Chapitre 22 - Dans l'ombre des ruelles (建ち並ぶビルの影, Tachinarabu biru no kage) - Chapitre 23 - La chute vers l'âge adulte (おとなの階段に散る, Otona no kaidan ni chiru) - Chapitre 24 - Photos choc (現像されたリアルたち, Genzō sareta Riaru-tachi) - Chapitre 25 - Ma vue se brouille et la rage m'envahit (視界は滲むし全部嫌だ, Shikai wa nijimushi zenbu iya da)                                                            |                  |                   |                  |                   |
| Blessé en pleine représentation à cause d'une foulure qu'il tente de cacher, Louis doit finalement confier le rôle d'Adler à Bill. Legoshi récupère donc le rôle tenu par le tigre. Mais le loup n'est pas au bout de ses surprises… |                  |                   |                  |                   |
| 4 | 7 juillet 2017   | 978-4-253-22757-5 | 9 mai 2019       | 979-10-327-0412-7 |
| Personnage sur la couverture : LegoshiListe des chapitres : - Chapitre 26 - Souvenirs de mister Bambi (あの日ミス夕ーバンビと, Ano hi Misutā Banbi to) - Chapitre 27 - Accord parfait (ジャストフィットを見てよ, Jasutofitto wo mite yo) - Chapitre 28 - De toutes les couleurs (その感情、極彩色, Sono kanjō, gokusaishiki) - Chapitre 29 - Une brise rafraîchissante au fond du métro (地下鉄の風はみずみずしい, Chikatetsu no kaze wa mizumizushī) - Chapitre 30 - Un dompteur à la poigne de fer (鉄の猛獣使い, Tetsu no mōjūdzukai) - Chapitre 31 - L'ambition en rose bonbon (野望はショッキングピンク, Yabō wa shokkingupinku) - Chapitre 32 - Éteins la lumière (なら電気を消して, Nara denki wo keshite) - Chapitre 33 - Promesse de conquêtes (宣誓⋯上へまいります, Sensei…-jō e mairimasu) - Chapitre 34 - Chien de garde (ボディガードは神妙に, Bodigādo wa shinmyō ni) |                  |                   |                  |                   |
| Chargé de préparer le festival de la Météorite, le club de théâtre envoie des élèves faire les achats nécessaires. Mais Legoshi, Tao, Bill et Aoba s'égarent dans les rues de la ville… |                  |                   |                  |                   |
| 5 | 6 octobre 2017   | 978-4-253-22758-2 | 4 juillet 2019   | 979-10-327-0426-4 |
| Personnage sur la couverture : GohinListe des chapitres : - Chapitre 35 - Le culte du goût (美味礼讃のため, Bimiraisan no tame) - Chapitre 36 - Ce qui s'exprime avec les poings (こぶしの縁に寄せて, Kobushi no en ni yosete) - Chapitre 37 - Guidé par l'orage (雨雲に引き連れられて, Amagumo ni hikitsurerarete) - Chapitre 38 - Des poils blancs sur les lignes du cahier (罫線に白い毛這わせて, Keisen ni shiroi ke hawa sete) - Chapitre 39 - Je veux te capturer (君を捕まえたい, Kimi wo tsukamaetai) - Chapitre 40 - Une bouffée d'air en plein cœur (胸いっぱいより肺いっぱい, Mune-ippai yori hai-ippai) - Chapitre 41 - Loyauté grand format (大型忠誠心, Ōgata chūsei kokoro) - Chapitre 42 - Toi et moi, seuls dans la nuit moite (味が濃い夜に僕ら２匹, Aji ga koi yoru ni boku-ra ni-biki) - Chapitre 43 - En roue libre (オートマチック青年, Ōtomachikku seinen) |                  |                   |                  |                   |
| Bill a découvert que Louis est rescapé d'un trafic de « proies vivantes » et aimerait utiliser ces informations à son avantage. De son côté, Legoshi finit par retrouver Haru et lui déclarer ses sentiments. |                  |                   |                  |                   |
| 6 | 9 décembre 2017  | 978-4-253-22759-9 | 5 septembre 2019 | 979-10-327-0487-5 |
| Personnage sur la couverture : JunoListe des chapitres : - Chapitre 44 - Figés et couverts de sueur tiède (温い汗に固められ, Nukui ase ni katamerare) - Chapitre 45 - Les cils cachent un abîme (睫毛の奥のブラックホール, Matsuge no oku no burakku hōru) - Chapitre 46 - Le pouvoir de la différence (コントラストで支配せよ, Kontorasuto de shihai seyo) - Chapitre 47 - Un secret au vent du large (潮風だけが知っている, Shiokaze dake ga shitte iru) - Chapitre 48 - Dispersion, à la faveur d'une fin d'été (残暑 各々に散らばって, Zansho onōno ni chirabatte) - Chapitre 49 - Les enfants se moquent du passé (古代を飛び越せ子どもたち, Kodai wo tobikose kodomo-tachi) - Chapitre 50 - Othello enflammé (炎のオセロ, Honō no Osero) - Chapitre 51 - La vie a le goût du plomb (生命の味は重い鉛, Seimei no aji wa omoi namari) - Chapitre 52 - Deux dangereux égoïstes (危険なエゴイスト２匹, Kiken'na egoisuto ni-hiki) |                  |                   |                  |                   |
| Les membres du terrible gang des Lions ont enlevé Haru, dans le but d'en faire un repas de choix pour leur chef. Mais au moment où Legoshi décide de sauver la lapine naine, Louis refuse de participer à l'opération. À la suite d'une querelle avec le cerf, le loup décide d'y aller seul… |                  |                   |                  |                   |
| 7 | 8 février 2018   | 978-4-253-22760-5 | 7 novembre 2019  | 979-10-327-0505-6 |
| Personnage sur la couverture : LouisListe des chapitres : début de l'arc « Affaire de prédation » (「食殺事件」, « Shokusatsu jiken »). (volumes 7-11/chapitres 50-99/épisodes ) - Chapitre 53 - C'est la souris qui mord le chat (強鼠なので猫を噛む, Tsuyo nezumi na no de neko wo kamu) - Chapitre 54 - Au moindre bruit, tends l'oreille (細い煙に耳澄ませ, Hosoi kemuri ni mimi sumase) - Chapitre 55 - Comme Ève a mangé la pomme (イブはリンゴを食べたから, Ibu wa ringo wo tabeta kara) - Chapitre 56 - La tentation du messie (救世主の誘惑, Kyūseiju no yūwaku) - Chapitre 57 - Deux cœurs en harmonie (ただ心臓が寄り添った, Tada shinzō ga yori sotta) - Chapitre 58 - Une goutte de lait dans un café noir (ブラックコーヒーにミルク垂れた, Burakku kōhī ni miruku tareta) - Chapitre 59 - Le croyant et sa raison d'être (信徒の生き甲斐, Shinto no ikigai) - Chapitre 60 - Un philanthrope (博愛主義のディープワールド, Hakuai shugi no dīpu wārudo) - Chapitre 61 - Au clair de la lune, un papillon de nuit (月だ君は蛾になる, Tsuki da kimi wa ga ni naru) |                  |                   |                  |                   |
| Legoshi est parvenu à sortir Haru des griffes du gang des Lions. Mais c'est maintenant au tour de Louis d'être porté disparu. L'absence de ce dernier provoque bien des remous, en particulier au sein du club de théâtre… |                  |                   |                  |                   |
| 8 | 8 mai 2018       | 978-4-253-22761-2 | 2 janvier 2020   | 979-10-327-0576-6 |
| Personnages sur la couverture : Legoshi et HaruListe des chapitres : - Chapitre 62 - La couleur de la détermination (覚悟は漂白可能, Kakugo wa hyō hakuka nō) - Chapitre 63 - De l'huile sur le feu (油をひいて火をつけろ！, Abura wo hīte hi wo tsukero!) - Chapitre 64 - La danseuse sans pointes (踊り子にトウシューズはない, Odoriko ni toushūzu wanai) - Chapitre 65 - La valeur du virtuel (仮想遺伝子の値打ち, Kasō idenshi no neuchi) - Chapitre 66 - Funérailles sous les étoiles (荒星の弔い, Ara boshi no tomurai) - Chapitre 67 - Le courant passe par les crocs (電流通う牙の列, Denryū kayou kiba no retsu) - Chapitre 68 - Lèvres glacées, mains brûlantes (ご挨拶冷えた口元燃える手に, Goaisatsu hieta kuchimoto moeru te ni) - Chapitre 69 - Ligne coupée (糸電話の回線乱れております, Itodenwa no daisen midarete orimasu) - Chapitre 70 - L'origine de la civilisation (文明のゆりかご, Bunmei no yuri kago) |                  |                   |                  |                   |
| Depuis quelque temps, Legoshi sent que quelqu'un l'observe… Et il tombe finalement nez à nez avec un immense serpent à sonnette se présentant comme le vigile de l'institut. Cette gigantesque femelle lui révèle alors qu'elle l'admire beaucoup et qu'elle a également une mission à lui confier : découvrir l'assassin de Tem. |                  |                   |                  |                   |
| 9 | 6 juillet 2018   | 978-4-253-22762-9 | 5 mars 2020      | 979-10-327-0586-5 |
| Personnage sur la couverture : PinaListe des chapitres : - Chapitre 71 - Un jour de nos vies (僕らの日々の中の１日, Boku-ra no hibi no naka no ichi-nichi) - Chapitre 72 - La morsure d'un feu pâle (炎にヤケドするぜ, Hakuen ni yakedo suru ze) - Chapitre 73 - Un loup bien comme il faut (毛並みのよい“オオカミ”, Kenami no yoi "ōkami") - Chapitre 74 - Seul la nuit (君はぼっちのナイト, Kimi wa botchi no naito) - Chapitre 75 - Retour de balancier (君の振り子時計で巻き戻して, Kimi no furiko dokei de maki modoshite) - Chapitre 76 - Mélodie de l'impossible (ないものねだり狂想曲, Naimono nedari kyōsō kyoku) - Chapitre 77 - Honey Hunt (ハニーハントの純情, Hanīhanto no junjō) - Chapitre 78 - Le verger sans pesticide (無農薬の果樹園, Mu nōyaku no kajuen) - Chapitre 79 - Rencontre en toute intimité (ランジェリーの密会, Ranjerī no mikkai) |                  |                   |                  |                   |
| Étonné que le gang des Lions l'ait choisi comme nouveau chef, Louis se rend compte qu'il ne peut occuper ce poste sans interrompre sa scolarité avec l'accord de son père adoptif. Ce qu'Ogma prend très sereinement, à la grande surprise du jeune cerf. |                  |                   |                  |                   |
| 10 | 7 septembre 2018 | 978-4-253-22763-6 | 28 mai 2020      | 979-10-327-0626-8 |
| Personnage sur la couverture : IbukiListe des chapitres : - Chapitre 80 - Le choix du sourire (ほほえみの取捨選択, Hohoemi no shushasentaku) - Chapitre 81 - Des yeux comme deux boutons de bottines (漆の器が2つ並んだような眼, Urushi no utsuwa ga futatsu naranda yō na me) - Chapitre 82 - Across the Universe (アクロス ザ ユニバース, Akurosu za Yunibāsu) - Chapitre 83 - Je garde cette chaleur pour mon lit (ただの抱擁は布団にでも託します, Tada no hōyō wa futon ni de mo takushimasu) - Chapitre 84 - Zone de turbulences (その手 乱気流 巻いて, Sono te rankiryū maite) - Chapitre 85 - Qui verra la différence entre nos sangs, dans les égouts ? (僕らの血は下水でも分離しているだろうか, Boku-ra no chi wa gesui de mo bunri shite iru darō ka) - Chapitre 86 - Une comète au fond des abysses (この深淵に箒星, Kono shin'en ni hōkiboshi) - Chapitre 87 - Prix du meilleur second rôle (新星、助演男優賞, Shinsei, joen dan'yūshō) - Chapitre 88 - En roue libre (淑女 大暴走, Shukujo dai bōsō)                                                            |                  |                   |                  |                   |
| Désormais, Legoshi sait parfaitement qui est responsable de la mort de Tem. Mais il n'est pas près de l'arrêter, car la force du coupable est sans commune mesure avec la sienne. |                  |                   |                  |                   |

### Volumes 11 à 20
| no | Japonais        | Japonais          | Français         | Français          |
| no | Date de sortie  | ISBN              | Date de sortie   | ISBN              |
| --- | --------------- | ----------------- | ---------------- | ----------------- |
| 11 | 8 novembre 2018 | 978-4-253-22764-3 | 2 juillet 2020   | 979-10-327-0641-1 |
| Personnage sur la couverture : RizuListe des chapitres : - Chapitre 89 - Saletés sur la planche à découper, traces d'un rêve (まな板の汚れ 夢のあと, Manaita no yogore: yume no ato) - Chapitre 90 - Mon âme à la croisée des années (この魂に ゆく年くる年, Kono tamashī ni yuku toshi kuru toshi) - Chapitre 91 - Le hurlement de l'ange gardien (守護神の遠吠えが, Shugoshin no tōboe ga) - Chapitre 92 - Prince des animaux (君は百獣のプリンス, Kimi wa hyakujū no purinsu) - Chapitre 93 - Glisser dans ma poche la poignée de poils dorés collés au tissu (シャツに付いた金の毛をポケットに入れて, Shatsu ni tsuita kin no ke wo poketto ni irete) - Chapitre 94 - Beastwars (ビースツ スクール☆ウォーズ, Bīsutsu Sukūru Uōzu) - Chapitre 95 - Solution 18 fois plus concentrée (18倍濃縮の雫, Jū-hachibai nōshuku no shizuku) - Chapitre 96 - Une promesse à l'encre rouge (紅の断面 君に捧ぐ, Beni no danmen kimi ni sasagu) - Chapitre 97 - On mangeait juste un bout ensemble (僕ら馳走にあずかった, Boku-ra chisō ni azukatta) |                 |                   |                  |                   |
| Depuis qu'il sait que Tem est mort par la faute de Rizu, Legoshi ne supporte plus la vue de ce dernier. Tous deux en viennent aux mains dans les vestiaires… Malgré l'interruption du combat, le loup donne un avertissement à l'ours : leur ultime confrontation se déroulera le 31 décembre. |                 |                   |                  |                   |
| 12 | 8 février 2019  | 978-4-253-22765-0 | 3 septembre 2020 | 979-10-327-0657-2 |
| Personnage sur la couverture : LegoshiListe des chapitres : début de l'arc « Relations inter-espèces » (「種間関係」, « Shukan kankei »). (volumes 12-14/chapitres 100-123/épisodes ) - Chapitre 98 - Je me suis vu dans 20 ans (20数年後の自分と目が合った, Nijū sū nengo no jibun to me ga atta) - Chapitre 99 - L'habit noir de l'autorité (青毛の巨頭, Aoge no kyotō) - Chapitre 100 - Accident dans un wagon bondé (満員電車がパンクすると⋯, Man'in densha ga panku suru to…) - Chapitre 101 - Location sous condition (居住条件：野良犬を拾うこと, Kyojū jōken: Nora inu wo hirou koto) - Chapitre 102 - Mon corps serait-il noir de s'être trop consumé ? (燃やし尽くした黒さなのか 彼の身体は, Moyashi tsukushita kurosa na no ka kare no karada wa) - Chapitre 103 - Une fois les graines semées, il pleuvra (タネが撒かれれば雨が降る, Tane ga makarere ba ame ga furu) - Chapitre 104 - Mortelle marmelade (死量の愛はママレード味, Chishi ryō no ai wa mamarēdo aji) - Chapitre 105 - Le destin d'une proie (食べられる運命の男, Taberareru unmei no otoko) - Chapitre 106 - L'éclat de la lune sur une écaille (月光をも反射してしまう鱗の瞬きよ, Gekkō wo mo hansha shite shimau uroko no mabataki yo) |                 |                   |                  |                   |
| Voici le jour fatidique… Étant donné qu'il ne prend plus ses inhibiteurs, Rizu est plus fort que jamais, tandis que Legoshi, lui, se retrouve affaibli par son refus de manger de la viande. Mais il reste encore un espoir… |                 |                   |                  |                   |
| 13 | 8 avril 2019    | 978-4-253-22766-7 | 5 novembre 2020  | 979-10-327-0673-2 |
| Personnage sur la couverture : GoshaListe des chapitres : - Chapitre 107 - L'amour dans le blanc de ses yeux (三白眼に継がれし痴話, Sanpakugan ni tsugareshi chiwa) - Chapitre 108 - Les Caraïbes à proximité (ご近所カリビアン, Gokinjo Karibian) - Chapitre 109 - Rendez-vous avec une sirène (酸素うすき逢瀬 人魚と, Sanso usuki ōse ningyo to) - Chapitre 110 - Je ne sais pas quel goût a la bière (俺はビールの味を知らない, Ore wa bīru no aji wo shiranai) - Chapitre 111 - La vision déformée par le verre dépoli d'une bille (ビー玉の視界はやがて磨りガラスに, Bīdama no shikai wa yagate suri garasu ni) - Chapitre 112 - Un coup d'antiseptique (浴びて 解毒のミスト, Abite gedoku no misuto) - Chapitre 113 - Exiger la qualité (純度を知るわがままボディ, Jundo wo shiru wagamama bodi) - Chapitre 114 - Laisse moi m'incliner devant ton goût supérieur (友よ 舌根からひれ伏してもよいか, Tomo yo zekkon kara hirefushite mo yoi ka) - Chapitre 115 - Sur la Lune, un seul immeuble (今夜の我、あの子よりもウサギらしい（さぁ食べて食べて）, Kon'ya no ware, ano ko yori mo usagi-rashī (Sā tabete tabete)) |                 |                   |                  |                   |
| Après son combat contre Rizu, Legoshi se retrouve avec un casier judiciaire pour avoir mangé la jambe de Louis. Il décide de quitter l'école et de trouver un logement et un travail en s'isolant des herbivores tant qu'il est en manque de viande. En apprenant qu'il a arrêté sa scolarité, son grand-père Gosha décide de lui rendre visite. Alors qu'ils se font attaquer par un groupe de rapaces détestant les « venimeux », Legoshi découvre la vraie force de son grand-père. |                 |                   |                  |                   |
| 14 | 8 juillet 2019  | 978-4-253-22767-4 | 7 janvier 2021   | 979-10-327-0749-4 |
| Personnage sur la couverture : YahyaListe des chapitres : - Chapitre 116 - Le mécanisme de la pensée (思考回路のDancing Boy, Shikō kairo no danshingu bōi) - Chapitre 117 - Sur l'autel du bêta-carotène (ベータカロテンの祭壇, Bēta-karoten no saidan) - Chapitre 118 - Une arme déchargée (弾を抜いた機関銃, Tama wo nuita kikanjū) - Chapitre 119 - Action et réaction (ぬるま湯をぶち撒ければ、冷水に, Nurumayu wo buchimakere ba, reisui ni) - Chapitre 120 - Un cri dans la nuit, comme celui d'un nouveau-né (夕暮れの叫びは産声か, Yūgure no sakebi wa ubugoe ka) - Chapitre 121 - Remonter ensemble le sablier du temps (砂時計のくびれ 君とのぼる, Sunadokei no kubire: kimi to noboru) - Chapitre 122 - Une hymne derrière le requiem (鎮魂歌に耳を澄ませば賛美歌, Chinkonka ni mimi wo sumase ba sanbika) - Chapitre 123 - Une empreinte gravée dans nos esprits (互いのしっぽ、脳裡に焼きつく残像のみ, Tagai no shippo, nōri ni yaki tsuku zanzō nomi) - Chapitre 124 - La peinture est plus noire avec plus de couleurs (絵の具 混色するほど黒ずむ, Enogu konshoku suru hodo kurozumu) |                 |                   |                  |                   |
| Legoshi s'installe peu à peu dans sa nouvelle vie et parvient à surmonter son désir de viande. Même quand il se retrouve en contact avec de l'ossaïne, une drogue pour carnivores à base de sang et d'os, il reste en pleine possession de ses moyens et corrige les trafiquants sans difficulté ! Soudainement devenu le héros du quartier, le jeune loup reçoit même, de la part de la police, un cadeau de remerciements qu'il empresse de partager avec ses voisins. Au fond du carton, il découvre une invitation d'un certain Yahya… Que lui veut donc ce mystérieux personnage ? |                 |                   |                  |                   |
| 15 | 8 octobre 2019  | 978-4-253-22903-6 | 4 mars 2021      | 979-10-327-0769-2 |
| Personnage sur la couverture : MelonListe des chapitres : début de l'arc « Vengeance de l'échec amoureux » (「愛の失敗作の復讐」, « Ai no shippai-saku no fukushū »). (volumes 15-22/chapitres 124-196/épisodes ) - Chapitre 125 - Une lettre de menaces ornée d'un ruban (モンスターからの脅迫状にのし飾り, Monsutā kara no kefu haku jiyau ni noshi kazari) - Chapitre 126 - La faveur d'un démon (悪魔の祈りは、不吉なことの予兆らしい, Akuma no inori wa, fukitsu na koto no yochō rashī) - Chapitre 127 - Sous la boule à facettes, les taches d'un animal imaginaire (幻獣のような斑点模様、ミラーボールの下, Genjū no yō na hanten moyō, mirābōru no shita) - Chapitre 128 - Danger, ne pas mélanger (ガスが発生するので「混ぜるな危険」, Gasu ga hassei suru no de "mazeru na kiken") - Chapitre 129 - Prémonition (受胎告知の夢から飛び起きて, Jutai kokuchi no yume kara tobi okite) - Chapitre 130 - Une béquille aux reflets arc-en-ciel (義足の鉛色、たまに虹色に光る, Gisoku no namarīro, tama ni nijīro ni hikaru) - Chapitre 131 - Une couronne en herbe à chat (またたびで無理やり花冠, Matatabi de muriyari kakan) - Chapitre 132 - Tu dis mon nom comme celui d'un mort (あなたの声で呼ばれるとまるで戒名のようで, Anata no koe de yobareru tomaru de kaimyō no yō de) - Chapitre 133 - À marée haute, la plage est engloutie (潮が満ちれば砂浜は呑まれるよ, Shio ga michireba sunahama wa nomareru yo) |                 |                   |                  |                   |
| 16 | 6 décembre 2019 | 978-4-253-22904-3 | 6 mai 2021       | 979-10-327-0800-2 |
| Personnage sur la couverture : LeanoListe des chapitres : - Chapitre 134 - Final Contact (ファイナル・コンタクト, Fainaru Kontakuto) - Chapitre 135 - Vapeur sucrée et poivre vert (あまき湯けむりと青山椒, Amaki yukemuri to ao sanshō) - Chapitre 136 - Une paille en charpie, nos électrocardiogrammes (ズタズタのストロー、私たちの心電図, Zuta-zuta no sutorō, watashi-tachi no shindenzu) - Chapitre 137 - Quitter le jardin d'Éden (桃源郷からの船出, Tōgenkyō kara no funade) - Chapitre 138 - Un instant qui vaut 21500 ans (刹那的21500年, Setsuna teki nijū-ichi go-hyaku nen) - Chapitre 139 - Courir à travers champs sous un ciel orange (茜射す空 畑を駆け, Akanesasu sora: hata wo kake) - Chapitre 140 - Le metteur en scène de tragédie (トラジェディーにおける演技指導, Torajedī ni okeru engi shidō) - Chapitre 141 - Le chant des sirènes au creux de l'écume (泡に宿して 人魚の唄, Awa ni yado shite: ningyo no uta) - Chapitre 142 - Une vie plus longue (獣生100年時代⁉, Jūnama hyakunen jidai!?) |                 |                   |                  |                   |
| 17 | 8 janvier 2020  | 978-4-253-22905-0 | 1er juillet 2021 | 979-10-327-0822-4 |
| Personnage sur la couverture : LegoshiListe des chapitres : - Chapitre 143 - Sa poitrine diaphane traversée par la lumière de la télé (ＴＶの光にもすかされるうすき胸, Terebi no hikari ni mosu ka sareru usuki mune) - Chapitre 144 - Nous les félins (吾輩は猫科である, Wagahai wa nekoka de aru) - Chapitre 145 - Un corps privé d'intimité (プライベートを持たぬ肉体, Puraibēto wo motanu nikutai) - Chapitre 146 - Un phénomène El Niño sur le désert de mon cœur (俺の砂漠にエルニーニョ現象起きた, Ore no sabaku ni Eru Nīnyo genshō okita) - Chapitre 147 - Avant de parler d'amour, arrête de saliver (愛の言葉はヨダレを拭いてから, Ai no kotoba wa yodare wo fuite kara) - Chapitre 148 - J'ai cru que le matin viendrait (目が覚めたら朝はくると思っていた, Me ga sametara asa kuru to omotteita) - Chapitre 149 - Le retour du renard blanc (白狐再臨, Byakko sairin) - Chapitre 150 - Oh my Big Daddy (オー・マイ・ビッグ・ダディ！, Ō Mai Biggu Dadi!) - Chapitre 151 - "Le galop des comédiens" en fond sonore (「道化師のギャロップ」をBGMにお楽しみください, "Dōkeshi no gyaroppu" wo Bī Jī Emu ni wo tanoshimi kudasai) |                 |                   |                  |                   |
| 18 | 8 avril 2020    | 978-4-253-22906-7 | 2 septembre 2021 | 979-10-327-0828-6 |
| Personnages sur la couverture : Jack et LegoshiListe des chapitres : - Chapitre 152 - Des griffures sur les murs (校舎の自傷行為なのでは？壁の爪痕, Kōsha no jishōkōi na no de wa? Kabe no tsume ato) - Chapitre 153 - Un joli chant pour une vie de chien (負け犬の遠吠え よきしらべ, Makeinu no tōboe: yoki shirabe) - Chapitre 154 - La leçon d'histoire du professeur Jack (ジャックせんせーの歴史学教室, Jakku-sensei no rekishigaku kyōshitsu) - Chapitre 155 - Trois hommes et un poussin (心に永遠の卵黄を, Kokoro ni eien no ran'ō wo) - Chapitre 156 - Une bombe à retardement (時限爆弾は眠りをすすってたのに, Jigen bakudan wa nemuri wo susutteta no ni) - Chapitre 157 - Alder entre en scène (暗転もせず現れしアドラー, Anten mo sezu arawareshi Adorā) - Chapitre 158 - Un concept inédit (いたこともない言葉だが, Kīta koto mo nai kotoba da ga) - Chapitre 159 - Sur la page blanche, suivez le trait de coupe (無垢だからキリトリ線に従って, Muku da kara kiritori-sen ni shitagatte) - Chapitre 160 - Les doutes d'un fils dévoué (孝行息子の疑い, Kōkō musuko no utagai) |                 |                   |                  |                   |
| 19 | 8 juillet 2020  | 978-4-253-22907-4 | 4 novembre 2021  | 979-10-327-1029-6 |
| Personnage sur la couverture : KyuuListe des chapitres : - Chapitre 161 - If You Never Know (「イフ」・ユー・ネバー・ノウ, "Ifu" Yū Nebā Nō) - Chapitre 162 - L'après-midi d'une mère et épouse dévouée (良妻賢母の昼下がり, Ryōsai kenbo no hirusagari) - Chapitre 163 - Les poils dans les yeux (下を向くな毛先が目に入るから, Shita wo mukuna kesaki ga me ni hairu kara) - Chapitre 164 - Une larme de démon (阿修羅の涙一滴ただそれだけで, Ashura no namida ichi-teki tada sore dake de) - Chapitre 165 - Le chapitre 165 équivaut à [ERROR] (第65話のこたえはERROR, Dai rokujūgo-wa no kotae wa erā) - Chapitre 166 - Confie-moi ton destin (身の丈の運命わたしにください, Minotake no unmei watashi ni kudasai) - Chapitre 167 - Crazy Party Quizz Show (クレイジー・パーティー・クイズ・ショー, Kureijī Pātī Kuizu Shō) - Chapitre 168 - Le dernier mot (両社のファイナルアンサー, Ryōsha no fainaru ansā) - Chapitre 169 - Girafe façon hot-dog (麒麟肉のフランクフルトなんて言ったのだれ, Kirin-niku no Furankufuruto nante itta no dare) |                 |                   |                  |                   |
| 20 | 6 août 2020     | 978-4-253-22908-1 | 13 janvier 2022  | 979-10-327-1079-1 |
| Personnages sur la couverture : Louis et LegoshiListe des chapitres : - Chapitre 170 - Les bonnes manières (無限のテーブルマナー, Mugen no tēburu manā) - Chapitre 171 - Menaces et supplications (唇見つめて恐喝してる, Kuchibiru mitsumete kyōkatsu shiteru) - Chapitre 172 - Rouge, la couleur de Tyrannoël (レクスマスカラーの〝赤〟, Rekusumasukarā no〝aka〟) - Chapitre 173 - Après le dégel (雪解けの××××, Yuki doke no kurosu kurosu kurosu kurosu) - Chapitre 174 - Le sang qui jaillit (血飛沫飛翔英雄譚, Chishibuki hishō eiyū-tan) - Chapitre 175 - Fire Meet Gasoline (ファイア・ミート・ガソリン, Faia Mīto Gasorin) - Chapitre 176 - Ecailles miroitantes (鱗腕の中 光の乱反射, Uroko ude no naka hikari no ran hansha) - Chapitre 177 - Surf dans la pénombre (今宵サーフィンに誘われて, Koyoi sāfin ni sasowarete) - Chapitre 178 - Combat à distance (リモート・バトル, Rimōto Batoru) |                 |                   |                  |                   |

### Volumes 21 à 22
| no | Japonais       | Japonais          | Français       | Français          |
| no | Date de sortie | ISBN              | Date de sortie | ISBN              |
| --- | -------------- | ----------------- | -------------- | ----------------- |
| 21 | 8 octobre 2020 | 978-4-253-22909-8 | 3 mars 2022    | 979-10-327-1113-2 |
| Personnage sur la couverture : MelonListe des chapitres : - Chapitre 179 - La force dans les talons (かかと直下型パワー, Kaka to chokka-gata Pawā) - Chapitre 180 - C'est la pleine de lune, à toi de jouer (満月なのでおまかせを, Mangetsu na no de wo makase wo) - Chapitre 181 - Les taches du léopard, comme des nappes de pétrole (浮かぶ油膜のようなレオパード, Ukabu yumaku no yō na Reopādo) - Chapitre 182 - Qui as-tu vu ce soir-là au retour de l'école ? (あの日通学路の夕焼けを誰と見た？, Ano hi tsūgakuro no yūyake wo dare to mita?) - Chapitre 183 - Un planétarium pour nous deux (俺たちだけのプラネタリウム, Ore-tachi dake no Puranetariumu) - Chapitre 184 - Quand les fleurs se changent en fruits (花が咲き実がなり僕らはそれを眺めてる, Hana ga saki mi ga nari boku-ra wa sore wo nagameteru) - Chapitre 185 - Libérer le prince de sa tour de transmission (電工の塔からプリンス奪還, Denkō no tō kara purinsu dakkan) - Chapitre 186 - Un grand parachute noir (この日のために開く真っ黒なパラシュート, Kono hi no tame ni hiraku makkuro na Parashūto) - Chapitre 187 - "Détaler comme un lapin", une analyse (「脱兎のごとく」の考察, "Datto no gotoku" no kōsatsu) |                |                   |                |                   |
| 22 | 8 janvier 2021 | 978-4-253-22910-4 | 2 juin 2022    | 979-10-327-1139-2 |
| Personnages sur la couverture : Legoshi et HaruListe des chapitres : - Chapitre 188 - Lever une main qui n'a jamais caressé (撫でたこともない手で挙手, Nadeta koto mo nai te de kyoshu) - Chapitre 189 - Une rose brûlée par l'engrais (過剰な栄養剤で枯れた薔薇, Kajōna eiyōzai de kareta bara) - Chapitre 190 - Devenez étoiles (星たちになれ, Hoshi-tachi ni nare) - Chapitre 191 - Si tu étais Melon, 1er C (もし君が２年Ｃ組のメロンくんだったなら, Moshi kimi ga ni-nen shī-gumi no Meron-kun datta nara) - Chapitre 192 - La voie du mal (悪の獣道, Aku no kemonomichi) - Chapitre 193 - Part of Your World (パート オブ ユア ワールド, Pāto obu Yua Wārudo) - Chapitre 194 - Avant que les vitres deviennent noires, un instant d'éternité (すべての窓が暗くなるまでの永遠, Subete no mado ga kuraku naru made no eien) - Chapitre 195 - Le dernier duel (哺乳類最後の一騎打ち, Honyūrui saigo no ni-ki uchi) - Chapitre 196 - Histoire d'un loup et d'une lapine (オオカミとウサギの話, Ōkami to usagi no hanashi) |                |                   |                |                   |

### Beast Complex
| no | Japonais       | Japonais          | Français          | Français          |
| no | Date de sortie | ISBN              | Date de sortie    | ISBN              |
| --- | -------------- | ----------------- | ----------------- | ----------------- |
| 1 | 2 août 2018    | 978-4-253-22629-5 | 1er juillet 2021  | 979-10-327-0770-8 |
| Liste des chapitres : - Chapitre 1 - Le lion et la chauve-souris (ライオンとコウモリ, Raion to kōmori) - Chapitre 2 - Le tigre et le castor (トラとビーバー, Tora to bībā) - Chapitre 3 - Le dromadaire et la louve (ラクダとオオカミ, Rakuda to ōkami) - Chapitre 4 - Le kangourou et la panthère noire (カンガルーとクロヒョウ, Kangarū to kurohyō) - Chapitre 5 - Le crocodille et la gazelle (ワニとガゼル, Wani to gazeru) - Chapitre 6 - La renarde et le caméléon (キツネとカメレオン, Kitsune to kamareon)                                                                |                |                   |                   |                   |
| 2 | 8 avril 2021   | 978-4-253-22663-9 | 15 septembre 2022 | 979-10-327-1173-6 |
| Liste des chapitres : - Chapitre 7 - Le porc et le paon (ブタとクジャク, Buta to kujaku) - Chapitre 8 - Le shiba et le shiba (シバイヌとシバイヌ, Shibainu to shibainu) - Chapitre 9 - Le corbeau et le kangourou (カラスとカンガルー, Karasu to kangarū) - Chapitre 10 - Le pygargue et la gerbille (オオワシとスナネズミ, Ōwashi to sunanezumi) - Chapitre 11 - Le tamia et le "lièvre" (シマリスと（ユキウサギ）, Shimarisu to (yukiusagi)) - Chapitre 12 - Le loup et la lapine (オオカミとウサギ, Ōkami to usagi)                                                            |                |                   |                   |                   |
| 3 | 7 mai 2021     | 978-4-253-22664-6 | 3 novembre 2022   | 979-10-327-1194-1 |
| Liste des chapitres : - Chapitre 13 - Le python et la hyène (ニシキヘビとハイエナ, Nishikihebi to haiena) - Chapitre 14 - La biche sika et la panthère des neiges (エゾシカとユキヒョウ, Ezoshika to yukihyō) - Chapitre 15 - La tortue et la brebis (カメとヤギ, Kame to yagi) - Chapitre 16 - La tigresse et l'alpaga (トラとアルパカ, Tora to arupaka) - Chapitre 17 - Le loup et le phoque (アザラシとオオカミ, Azarashi to ōkami) - Chapitre 18 - Le lion et la lapine (ライオンとウサギ, Raion to usagi) - Chapitre 19 - Le crocodile et le bœuf (ウシとワニ, Ushi to Wani) |                |                   |                   |                   |

### Édition japonaise
Beastars
1. 1 2  (ja) « BEASTARS 第1巻 », sur Akita Shoten (consulté le 10 février 2019)
2. 1 2  (ja) « BEASTARS 第2巻 », sur Akita Shoten (consulté le 10 février 2019)
3. 1 2  (ja) « BEASTARS 第3巻 », sur Akita Shoten (consulté le 10 février 2019)
4. 1 2  (ja) « BEASTARS 第4巻 », sur Akita Shoten (consulté le 10 février 2019)
5. 1 2  (ja) « BEASTARS 第5巻 », sur Akita Shoten (consulté le 10 février 2019)
6. 1 2  (ja) « BEASTARS 第6巻 », sur Akita Shoten (consulté le 10 février 2019)
7. 1 2  (ja) « BEASTARS 第7巻 », sur Akita Shoten (consulté le 10 février 2019)
8. 1 2  (ja) « BEASTARS 第8巻 », sur Akita Shoten (consulté le 10 février 2019)
9. 1 2  (ja) « BEASTARS 第9巻 », sur Akita Shoten (consulté le 10 février 2019)
10. 1 2  (ja) « BEASTARS 第10巻 », sur Akita Shoten (consulté le 10 février 2019)
11. 1 2  (ja) « BEASTARS 第11巻 », sur Akita Shoten (consulté le 10 février 2019)
12. 1 2  (ja) « BEASTARS 第12巻 », sur Akita Shoten (consulté le 10 février 2019)
13. 1 2  (ja) « BEASTARS 第13巻 », sur Akita Shoten (consulté le 17 mai 2019)
14. 1 2  (ja) « BEASTARS 第14巻 », sur Akita Shoten (consulté le 8 juillet 2019)
15. 1 2  (ja) « BEASTARS 第15巻 », sur Akita Shoten (consulté le 15 octobre 2019)
16. 1 2  (ja) « BEASTARS 第16巻 », sur Akita Shoten (consulté le 4 mars 2020)
17. 1 2  (ja) « BEASTARS 第17巻 », sur Akita Shoten (consulté le 4 mars 2020)
18. 1 2  (ja) « BEASTARS 第18巻 », sur Akita Shoten (consulté le 20 juillet 2020)
19. 1 2  (ja) « BEASTARS 第19巻 », sur Akita Shoten (consulté le 20 juillet 2020)
20. 1 2  (ja) « BEASTARS 第20巻 », sur Akita Shoten (consulté le 7 août 2020)
21. 1 2  (ja) « BEASTARS 第21巻 », sur Akita Shoten (consulté le 19 septembre 2020)
22. 1 2  (ja) « BEASTARS 第22巻 », sur Akita Shoten (consulté le 7 janvier 2021)

Beast Complex
1. 1 2  (ja) « BEAST COMPLEX I », sur Akita Shoten (consulté le 21 juin 2021)
2. 1 2  (ja) « BEAST COMPLEX II », sur Akita Shoten (consulté le 21 juin 2021)
3. 1 2  (ja) « BEAST COMPLEX III », sur Akita Shoten (consulté le 21 juin 2021)

### Édition française
Beastars
1. 1 2  (fr) « Beastars T01 », sur Ki-oon (consulté le 10 février 2019)
2. 1 2  (fr) « Beastars T02 », sur Ki-oon (consulté le 10 février 2019)
3. 1 2  (fr) « Beastars T03 », sur Ki-oon (consulté le 10 février 2019)
4. 1 2  (fr) « Beastars T04 », sur Ki-oon (consulté le 17 mai 2019)
5. 1 2  (fr) « Beastars T05 », sur Ki-oon (consulté le 15 octobre 2019)
6. 1 2  (fr) « Beastars T06 », sur Ki-oon (consulté le 15 octobre 2019)
7. 1 2  (fr) « Beastars T07 », sur Ki-oon (consulté le 15 octobre 2019)
8. 1 2  (fr) « Beastars T08 », sur Ki-oon (consulté le 4 mars 2020)
9. 1 2  (fr) « Beastars T09 », sur Ki-oon (consulté le 4 mars 2020)
10. 1 2  (fr) « Beastars T10 », sur Ki-oon (consulté le 4 mars 2020)
11. 1 2  (fr) « Beastars T11 », sur Ki-oon (consulté le 20 juillet 2020)
12. 1 2  (fr) « Beastars T12 », sur Ki-oon (consulté le 20 juillet 2020)
13. 1 2  (fr) « Beastars T13 », sur Ki-oon (consulté le 7 août 2020)
14. 1 2  (fr) « Beastars T14 », sur Ki-oon (consulté le 11 octobre 2020)
15. 1 2  (fr) « Beastars T15 », sur Ki-oon (consulté le 17 juin 2021)
16. 1 2  (fr) « Beastars T16 », sur Ki-oon (consulté le 27 juin 2021)
17. 1 2  (fr) « Beastars T17 », sur Ki-oon (consulté le 22 janvier 2021)
18. 1 2  (fr) « Beastars T18 », sur Ki-oon (consulté le 17 juin 2021)
19. 1 2  (fr) « Beastars T19 », sur Ki-oon (consulté le 13 octobre 2021)
20. 1 2  (fr) « Beastars T20 », sur Ki-oon (consulté le 13 octobre 2021)
21. 1 2  (fr) « Beastars T21 », sur Ki-oon (consulté le 28 juin 2022)
22. 1 2  (fr) « Beastars T22 », sur Ki-oon (consulté le 28 juin 2022)

Beast Complex
1. 1 2  (fr) « Beast Complex T01 », sur Ki-oon (consulté le 21 juin 2021)
2. 1 2  (fr) « Beast Complex T02 », sur Ki-oon (consulté le 15 septembre 2022)
3. 1 2  (fr) « Beast Complex T03 », sur Ki-oon (consulté le 15 novembre 2022)